# 克萊格·凡特
约翰·克萊格·凡特（英語：John Craig Venter，又譯奎格·文特，常寫成J. Craig Venter，1946年10月14日—），出生於美國鹽湖城，美国生物學家及企業家。時代雜誌在2000年7月將凡特與人類基因組計畫代表佛蘭西斯·柯林斯同時選為封面人物，又在2007年將他選進世界上最有影響力的人之一。2010年，英國《新政治家》雜誌將克雷格·文特爾列為“2010年全球50位最具影響力人物”榜單的第14位。2012 年，凡特因其對基因組研究的貢獻而榮獲丹·大卫奖。  他於 2013 年當選為美國哲學學會會員。  他是美國科學與工程節顧問委員會的成員。

## 生平
克萊格·凡特在越戰爆發之後，曾受徵召加入美國海軍服役。他的學術生涯是從進入加州一所稱為聖馬帝奧學院（College of San Mateo）的社區大學（community college）開始。之後凡特在加州大學聖地牙哥分校得到了三個學位，分別是1972年的生物化學學士，與1975年的生理學及藥理學哲學博士。接著他又進入紐約州立大學水牛城分校擔任教授。1984年，凡特進入了美國國家衛生研究院（National Institutes of Health，縮寫NIH）。
於NIH期間，凡特學到了快速辨識細胞中mRNA的技術，並將其應用在人類大腦基因的辨認。以這種方式發現的互補DNA（cDNA）序列片段稱為表現序列標籤（Expressed sequence tags，縮寫ESTs），此名稱是由基因組研究院（The Institute for Genomic Research，縮寫TIGR，由凡特建立於1992年）的Anthony Kerlavage所創。在一場具爭議性的官司中，凡特試圖將這些辨識出來的基因申請成為專利，但最後敗訴。

### 人類基因組計畫
克萊格·凡特是塞雷拉基因組公司（Celera Genomics）的創辦人與前任總裁，此公司在他的帶領下展開與人類基因組計畫互相競爭、且具有商業目的之研究計畫，此後他逐漸成名。這場計畫開始於1999年，特色之一是使用了「霰彈定序法」（shotgun sequencing）。塞雷拉研究計畫的目的是要建立一個需付費才能使用的基因組資料庫。此目的在遺傳學界並不受歡迎，並激起許多團隊加速將成果公開。
塞雷拉公司用來研究基因組的DNA來自五個人，其中一位便是凡特本人。最後私有化的意圖並未達成，而凡特與人類基因組計畫的代表佛蘭西斯·柯林斯（Francis Collins）共同出席了由美國總統比爾·柯林頓主持的基因組計畫完成宣告。
2002年，塞雷拉公司董事會將凡特解雇。

## 全球海洋取样考察
凡特的研究小組有一艘由遊艇改裝成的研究船，稱為「魔法師二號」（Sorcerer II），專門研究海洋微生物社区的遗传多样性。

### 目前工作

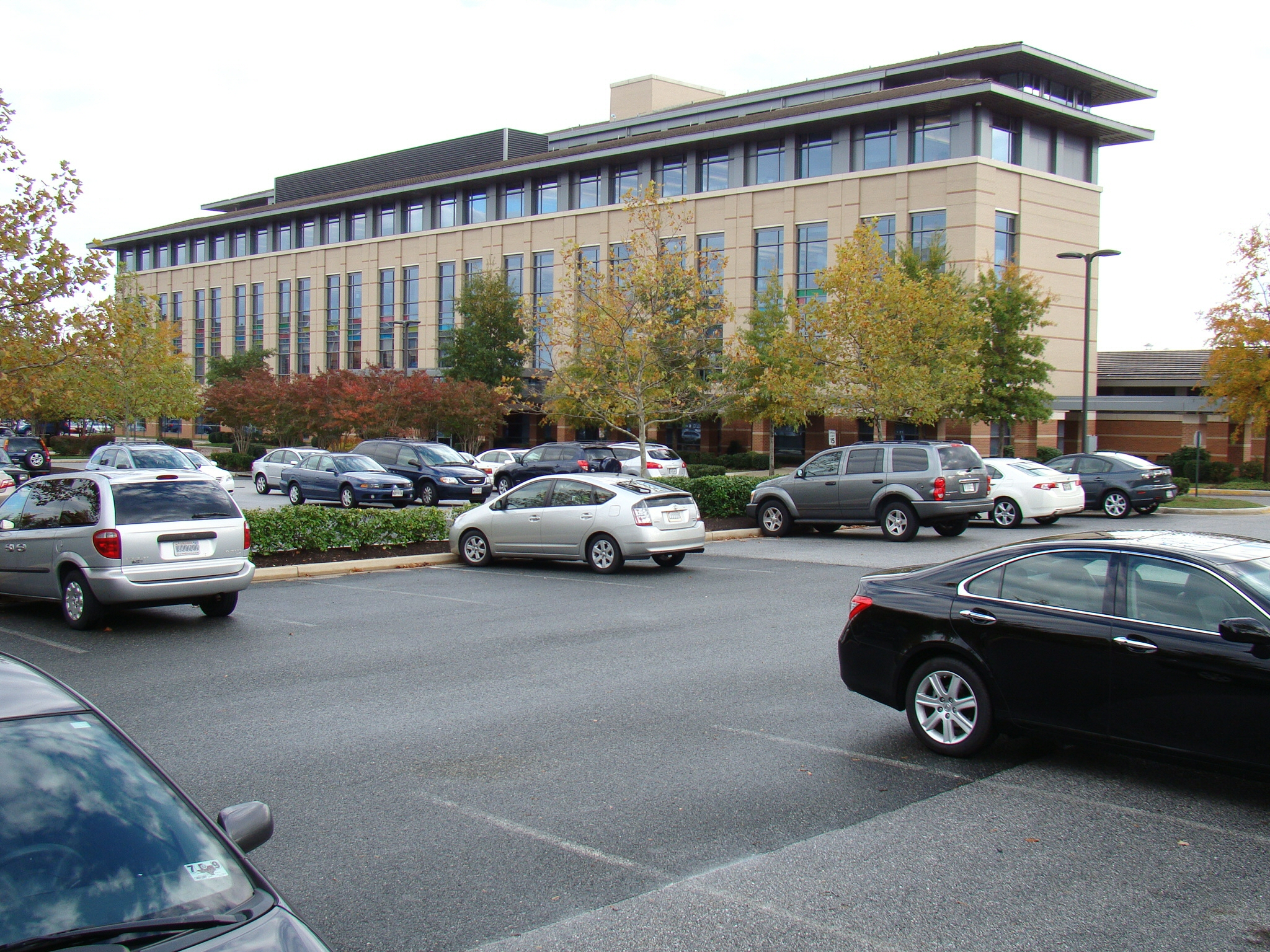
克萊格·凡特研究所位于马里兰州的Rockville

凡特目前是克萊格·凡特研究所（J. Craig Venter Institute，由TIGR所建立）的主席，這家研究機構跨足許多不同領域。2005年，他與其他人合夥建立了合成基因組公司（Synthetic Genomics），專門以經過改造的微生物生產作為替代燃料的乙醇（酒精）與氫。2009年7月，埃克森美孚公司宣布一个$6亿美元的合作研究，与合成基因组公司共同开发下一代生物燃料。
2010年5月，克萊格的研究小組宣布他們已成功製造出世界第一個人造生命細胞。

## 榮譽和提名
- 2007年5月10日，凡特獲得亞利桑那大學的榮譽學位[11]，并在同年10月24日，他接受了来自伦敦帝国学院的名誉博士学位[12]。
- 2008年：由美国总统奥巴马授予美国国家科学奖章[13]。
- 2011年，威廉与玛丽法学院授予2011年度的本杰明·拉什奖章（英语：Benjamin Rush Medal）[14]。
- 2015年4月14日，凡特获得了列文虎克奖章。

## 延伸閱讀
- Ridley, M Genome, ISBN 0-06-089408-3
- Shreeve, J The Genome War, ISBN 0-375-40629-8
- Spufford, F Backroom Boys, ISBN 0-571-21497-5
- Sulston, J & Ferry, G The Common Thread, ISBN 0-309-08409-1

## 外部連結
- （中文）專訪
- （英文）約翰·克雷格·凡特研究所 （页面存档备份，存于）
- （英文）Sorcerer II Expedition
- （英文）合成基因組公司 （页面存档备份，存于）
- （英文）JCVI（页面存档备份，存于）
- （英文）廣播訪問